# 内韦尼·诺贝特
内韦尼·诺贝特（匈牙利語：Növényi Norbert，1957年5月15日—），匈牙利男子摔跤运动员。他曾代表匈牙利参加1980年和1992年夏季奥林匹克运动会摔跤比赛，其中1980年奥运会获得一枚金牌。